# Stijn Devolder
Stijn Devolder (nascido em 29 de agosto de 1979, em Courtrai) é um ciclista profissional bélgico, que atualmente corre para a equipe Trek Factory Racing.